# قطعنامه ۳۳۵ شورای امنیت
قطعنامه ۳۳۵ شورای امنیت سازمان ملل متحد که در تاریخ ۲۲ ژوئن ۱۹۷۳ تصویب شد، سندی بین‌المللی دربارهٔ پذیرش اعضای جدید سازمان ملل متحد است. این قطعنامه طی نشست ۱٬۷۳۰ام تصویب شد.